# Swedish Open 1989
Die Swedish Open 1989 im Badminton fanden Mitte März 1989 in Malmö statt.

## Sieger und Platzierte
| Disziplin    | Gold                           | Silber                        | Bronze                             |
| ------------ | ------------------------------ | ----------------------------- | ---------------------------------- |
| Herreneinzel | Morten Frost                   | Alan Budikusuma               | Jens Peter Nierhoff                |
| Herreneinzel | Morten Frost                   | Alan Budikusuma               | Foo Kok Keong                      |
| Dameneinzel  | Li Lingwei                     | Lim Xiaoqing                  | Lee Young-suk                      |
| Dameneinzel  | Li Lingwei                     | Lim Xiaoqing                  | Shang Fumei                        |
| Herrendoppel | Li Yongbo Tian Bingyi          | Lee Sang-bok Park Joo-bong    | Huang Zhanzhong Zheng Yumin        |
| Herrendoppel | Li Yongbo Tian Bingyi          | Lee Sang-bok Park Joo-bong    | Jalani Sidek Razif Sidek           |
| Damendoppel  | Chung Myung-hee Chung So-young | Hwang Hye-young Lee Young-suk | Bang Soo-hyun Gil Young-ah         |
| Damendoppel  | Chung Myung-hee Chung So-young | Hwang Hye-young Lee Young-suk | Dorte Kjær Nettie Nielsen          |
| Mixed        | Park Joo-bong Chung Myung-hee  | Wang Pengren Shi Fangjing     | Jan-Eric Antonsson Maria Bengtsson |
| Mixed        | Park Joo-bong Chung Myung-hee  | Wang Pengren Shi Fangjing     | Jesper Knudsen Nettie Nielsen      |